# St. Charles (Virginie)
Pour les articles homonymes, voir Saint-Charles.
St. Charles est une localité américaine située dans le comté de Lee en Virginie.

## Géographie
La localité s'étend sur 0,46 km2 dans l'extrémité sud-ouest de la Virginie, à 620 km de Richmond. 

## Histoire
St. Charles se développe au début du XXe siècle grâce à ses mines de charbon. Elle est nommée en référence au propriétaire d'une mine Charles W. Bondurant et à sa secrétaire Mme St. John. St. Charles devient une municipalité le 10 janvier 1914.
En 2022, l'Assemblée générale de Virginie vote une loi supprimant le statut de municipalité en raison notamment d'absence de candidatures lors des deux précédentes élections municipales.